# Afogados da Ingazeira
Afogados da Ingazeira est une municipalité brésilienne située dans l'État du Pernambouc.